# Шаповалов Афанасій Афанасійович
Шапова́лов Афана́сій Афана́сійович (рос. Шаповалов Афанасий Афанасьевич, *25 березня 1908, Златопіль — †27 вересня 1978, Харків) — Герой Радянського Союзу, гвардії підполковник, учасник Берлінської операції.

## Біографія

Меморіальна дошка на фасаді Новомиргородської ЗОШ № 1

Шаповалов Афанасій Афанасійович народився 25 березня 1908 року в м. Златополі Чигиринського повіту Київської губернії в родині робітника. 
Закінчив три курси Ленінградського сільськогосподарського інституту. В жовтні 1931 року А. А. Шаповалов вступив до лав Червоної Армії. Закінчив Київське артилерійське (1932) та Полтавське військово-політичне училища (1938).
Протягом 1939—1940 років брав участь в боях на річці Халхін-Гол та радянсько-фінській війні. З червня 1941 року — на фронтах радянсько-німецької війни.
Афанасій Шаповалов командував 282-м гвардійським винищувально-протитанковим артилерійським полком 3-ї окремої гвардійської винищувально-протитанкової артилерійської Брестсько-Варшавської Червонопрапорної бригади РГК (5-а ударна армія, Білоруський фронт). Відзначився 15 квітня 1945 року в боях за м. Цехін (Бранденбург), де знаходячись на вогневих позиціях полку керував відбиттям чотирьох німецьких контратак.
Був поранений під час вуличних боїв у Берліні 23—25 квітня 1945.
В 1946 році закінчив вищу артилерійську школу і був звільнений в запас. Жив у Харкові, де працював директором гастроному. Помер 27 вересня 1978 року, похований на алеї Слави міського цвинтаря.

## Нагороди
31 травня 1945 року Шаповалову Афанасію Афанасійовичу було присвоєно звання Героя Радянського Союзу. Крім того, він нагороджений орденом Леніна, двома орденами Червоного Прапора, двома орденами Вітчизняної Війни II ступеня, орденом Червоної Зірки та численними медалями.

## Пам'ять
У червні 2010 року на фасаді Новомиргородської ЗОШ № 1 було встановлено меморіальну дошку А. А. Шаповалову.